# Dwars door het Hageland 2023
La 18.ª edición de la clásica ciclista Dwars door het Hageland fue una carrera en Bélgica que se celebró el 10 de junio de 2023 con inicio en la ciudad Aarschot y final en la ciudad de Diest sobre un recorrido de 177 kilómetros.
La carrera formó parte del UCI ProSeries 2023, calendario ciclístico mundial de segunda división, dentro de la categoría UCI 1.Pro y fue ganada por el noruego Rasmus Tiller del Uno-X. Completaron el podio, como segundo y tercer clasificado respectivamente, los belgas Stan Van Tricht del Soudal Quick-Step y Florian Vermeersch del Lotto Dstny.

## Equipos participantes
Tomaron parte en la carrera 15 equipos: 5 de categoría UCI WorldTeam invitados por la organización, 6 de categoría UCI ProTeam, 4 de categoría Continental. Formaron así un pelotón de 103 ciclistas de los que acabaron 28. Los equipos participantes fueron:
| WorldTeams (5)- Alpecin-Deceuninck - Cofidis - Intermarché-Circus-Wanty - Soudal Quick-Step - Arkéa-Samsic ProTeams (6)- Bolton Equities Black Spoke Pro Cycling - Israel-Premier Tech - Lotto Dstny - Team Flanders-Baloise - Team Novo Nordisk - Uno-X Pro Cycling Team Equipos continentales (4)- À Bloc CT - Baloise Trek Lions - Tarteletto-Isorex - Volkerwessels Cycling Team |
| |

## Clasificación final
- La clasificación finalizó de la siguiente forma:[3]

| \| Clasificación general \| Clasificación general \| Clasificación general \| Clasificación general \| Clasificación general \| \| Ciclista \| Ciclista \| Equipo \| Tiempo \| \| \| --------------------- \| --------------------- \| ------------------------ \| --------------------- \| --------------------- \| \| 1.º \| Rasmus Tiller \| Uno-X Pro Cycling Team \| 4 h 09 min 02 s \| \| \| 2.º \| Stan Van Tricht \| Soudal Quick-Step \| + 0 s \| \| \| 3.º \| Florian Vermeersch \| Lotto Dstny \| + 0 s \| \| \| 4.º \| Yves Lampaert \| Soudal Quick-Step \| + 10 s \| \| \| 5.º \| Simon Clarke \| Israel-Premier Tech \| + 10 s \| \| \| 6.º \| Loïc Vliegen \| Intermarché-Circus-Wanty \| + 19 s \| \| \| 7.º \| Søren Wærenskjold \| Uno-X Pro Cycling Team \| + 26 s \| \| \| 8.º \| Jenthe Biermans \| Arkéa-Samsic \| + 28 s \| \| \| 9.º \| Tom Van Asbroeck \| Israel-Premier Tech \| + 28 s \| \| \| 10.º \| Matyáš Kopecký \| Team Novo Nordisk \| + 28 s \| \| |                    |                          |                 |
| |                    |                          |                 |
| Fuente: ProCyclingStats |                    |                          |                 |
| Clasificación general |                    |                          |                 |
| Ciclista | Ciclista           | Equipo                   | Tiempo          |
| 1.º | Rasmus Tiller      | Uno-X Pro Cycling Team   | 4 h 09 min 02 s |
| 2.º | Stan Van Tricht    | Soudal Quick-Step        | + 0 s           |
| 3.º | Florian Vermeersch | Lotto Dstny              | + 0 s           |
| 4.º | Yves Lampaert      | Soudal Quick-Step        | + 10 s          |
| 5.º | Simon Clarke       | Israel-Premier Tech      | + 10 s          |
| 6.º | Loïc Vliegen       | Intermarché-Circus-Wanty | + 19 s          |
| 7.º | Søren Wærenskjold  | Uno-X Pro Cycling Team   | + 26 s          |
| 8.º | Jenthe Biermans    | Arkéa-Samsic             | + 28 s          |
| 9.º | Tom Van Asbroeck   | Israel-Premier Tech      | + 28 s          |
| 10.º | Matyáš Kopecký     | Team Novo Nordisk        | + 28 s          |

## UCI World Ranking
La Dwars door het Hageland otorgó puntos para el UCI World Ranking para corredores de los equipos en las categorías UCI WorldTeam, UCI ProTeam y Continental. Las siguientes tablas son el baremo de puntuación y los diez corredores que obtuvieron más puntos:
| Posición              | 1.º | 2.º | 3.º | 4.º | 5.º | 6.º | 7.º | 8.º | 9.º | 10.º | 11.º | 12.º | 13.º | 14.º | 15.º | 16.º-30.º | 31.º-40.º |
| Clasificación general | 200 | 150 | 125 | 100 | 85  | 70  | 60  | 50  | 40  | 35   | 30   | 25   | 20   | 15   | 10   | 5         | 3         |

| Clasificación |                    |                          |         |
| Posición      | Ciclista           | Equipo                   | General |
| ------------- | ------------------ | ------------------------ | ------- |
| 1.º           | Rasmus Tiller      | Uno-X                    | 200     |
| 2.º           | Stan Van Tricht    | Soudal Quick-Step        | 150     |
| 3.º           | Florian Vermeersch | Lotto Dstny              | 125     |
| 4.º           | Yves Lampaert      | Soudal Quick-Step        | 100     |
| 5.º           | Simon Clarke       | Israel-Premier Tech      | 85      |
| 6.º           | Loïc Vliegen       | Intermarché-Circus-Wanty | 70      |
| 7.º           | Søren Wærenskjold  | Uno-X                    | 60      |
| 8.º           | Jenthe Biermans    | Arkéa Samsic             | 50      |
| 9.º           | Tom Van Asbroeck   | Israel-Premier Tech      | 40      |
| 10.º          | Matyáš Kopecký     | Novo Nordisk             | 35      |